# 3Dカスタム少女
『3Dカスタム少女』（スリーディーカスタムしょうじょ、3D Custom Girl）は、テックアーツ3Dが開発し、2008年6月13日に発売された「リアルタイム3Dアダルトシミュレーション」である。2011年からは、USB接続により画面内のキャラクターがプレイヤーの動きと連動するオナホール型コントローラーを同梱した『USBオナホールと3Dカスタム少女』として販売されている。

## 概要
公式パーツ3300個を組み合わせて、オリジナルの少女をデザインし動かす「抜きに徹底」したアダルトゲームである。
ソフトの特徴
最大の特徴として、ユーザーが開発改良した独自パーツファイル「tah」をフォルダに入れるだけで自動的にゲームシステム内部に取り込めることがある。ユーザーにより衣装やボディ・モーション・背景などが多数開発され、その量は18326種類、129390個、50GBを超えるなど大量の改造パーツが利用できる。

アップデート
無料アップデートとしてすでに「SP1」「SP2」「SP2R1」「XPr1」「XPr2」「XPr3」「XPr4/4.1」と8つのパッチが提供されており、これらは新規機能の追加や細かい不具合の修正など多数の項目を含んでいる。
尚、大規模な機能拡張が図られた有料パッチ「XP」以降の無料パッチはXPへのアップデートを行ってからでないと適用できない。なお、改造パーツ類はXP以前で利用出来る物と、そうでない物が有る他、「XPr3」ではフェイストラッキング機能の不具合が指摘された事から、同時に複数のバージョンを使い分けているユーザーもいる。
製作用ソフトウエア
版権をテックアーツ社が持たない音楽と音声以外の、全てのデータは後述のXPを所有していれば、スクリーンショット画像・モデル・各種数値データ・ポーズデータを有償販売する権利が許諾されている。2015年現在、非常に多岐にわたるユーザー製品が販売されている。

## 改造
モデルの改造
モデルの改造には、無償で利用できるMetasequoiaが利用できる事と、SkinWrap法による自動スキニングによって容易にモデルデータ形状を変える事ができる。また、テクスチャ差し替えだけであればファイルの分解・再梱包のみによって容易にカラーバリエーションが変更可能で、ゲーム発売初期からカラーバリエーションの追加が行われていた。
モーションの追加・カスタムグラビアの製作
有志によるツールによってToyStudioが利用可能であり、アニメーションの製作やカスタムグラビアポーズの製作が可能であった。後に、Porject XPによってこの改造の一部が公式として採用され、このゲームの裾野を広げる事になる。
MikuMikuDanceとの連携
モデルデータが公式に3D出力を許可された事により、MikuMikuDanceで使用できるPMD/PMX形式への出力が可能となった。これにより、高度なアニメーションが製作可能となり、MikuMikuDanceに非常に多くのユーザーモデルが公開追加された。

## ゲームプレイ
容易なプレイ
アダルトゲームでは定番として「イベント」「フラグ」があるが、『3Dカスタム少女』ではこれらの要素が無い。あえてその面倒なステップを省略して、リアルタイムに好きなキャラクターを作って動かす事に徹している。
XPによる拡張
XPからはHシーンにアレンジが加えられ、プレイ中に任意のポーズに連続して切り替える事ができる。そのポーズはHシーンの種類にもよるが、中には6種類ものアレンジパターンを持つHシーンがある。

## Project XP
初の有料アップデートである。公式には、追加背景、追加モーション、ポーズエディタを搭載し、よりCGMツールへと変貌をとげるとされていた。2008年12月16日にマスターアップが報告されてから、その後音沙汰がなかったため、ユーザーをやきもきさせていた。12月24日に12時から発売すると予告し、同日12時ダウンロード販売開始。クリスマスプレゼントを演出するサプライズは予想されていたとは言え、多くのユーザーを驚かせた。XPには予告以外の新機能も多数搭載しており、非常に高い評価を得ている。
2009年2月19日にはXPの不具合修正として XPr1 パッチ（無償）がリリースされた。現在のパッチは5月2日にリリースされた XPr4.1 パッチ（無償）である。
2009年10月30日に、XPに新たな特典が追加された。改造用ツールなどを使用して『3Dカスタム少女』から抽出したモデリング情報を自社製品・他社製品を問わず、『3Dカスタム少女』以外のアプリケーションに組み込む事が公式に許諾された（それまでは『3Dカスタム少女』に組み込む目的のみに限定されていた）。これにより、『3Dカスタム少女』上でデザインした3Dキャラクターを立体出力したり、ゲーム等のソフトウェアに組み込んだりする事が可能になった。

## USBオナホールと3Dカスタム少女
2011年12月9日には、新しい XPr5 パッチを適用した『3Dカスタム少女』ソフトウェアと、USBでPCと接続できるオナホールコントローラ『USB ONACON』を同梱した『USBオナホールと3Dカスタム少女』が発売された。また、旧バージョン(XP)を所有しているユーザーに対しては、それに先立って12月7日に XPr5 パッチが無料で提供された（ソフトのみ）。主な変更点は、USB ONACON対応、体位バリエーション変更ボタンの追加、音声の追加、不具合の修正などである。また、このパッケージ版から、対応OSにWindows 7（32/64 bit）が追加されている。
USB ONACONの企画はテックアーツ3D、開発は大手性具メーカーのレンズ（千葉）が行った。コントローラーをPCに接続し、『3Dカスタム少女』ソフトを起動してホールにペニスを挿入すると、内蔵された検知機能が挿入を感知し、画面内の男性シルエットがリアルタイムで連動して動き、少女キャラクターもそれにともなって反応する。射精と同時に機器外面のボタンを押すとシルエットも射精し、その時のペニスの位置によって膣内射精かキャラクターにかけられるかが判断される。USB ONACON本体は白色で、サイズは全長16 cm、直径8 cm、ケーブル長は約2 m。内部に専用の非貫通型オナホール（全長14.5 cm）を装着して使用する。
このオナホールはDirectX規格に基づいているので、他のゲーム、たとえばらぶデスFINAL!等でも使用できる。公式でもFPSの発射ボタンに使用するといったジョークとも言えるコメントがつけられている。また、このオナホールを使用してオナニーのリアルタイム実況をTwitterやMixiで共有するソフトウエアが開発され、世界初のオナニー実況ソフトウエアがリリースされた